# Спиридон (Киветос)
Митрополи́т Спиридо́н (греч. Μητροπολίτης Σπυρίδων, в миру Спиридон Кивето́с, греч. Σπυρίδων Κυβετός; 12 декабря 1919, Махерадо, Закинф — 31 июля 2003, Греция) — епископ Элладской православной церкви и формально Константинопольской православной церкви, митрополит Зихнийский и Неврокопийский (1974—2003).

## Биография
Родился 12 декабря 1919 года в местечке Махерадо на Закинфе, в семье Дионисия и Хрисулы Киветос. В семье было восемь детей.
В 1940 году поступил в монастырь Μονή Στροφάδων καί Ἁγίου Διονυσίου, где через четыре года был пострижен в монашество.
3 ноября 1944 года митрополитом Закинфским Хризостомом (Димитриу) был рукоположен в сан иеродиакона.
13 ноября 1956 года был рукоположен в сан иеромонаха и в том же году окончил богословский институт Афинского университета со степенью бакалавра.
В 1958 году (королевский указом от 20 января) назначен иерокириксом (проповедником) в Мессинийскую митрополию.
27 мая 1974 года был хиротонисан в сан епископа и возведён в достоинство митрополита Зихнийского и Неврокопийского. В хиротонии приняли участие: митрополит Мессинийский Хризостом, Трифилийский Стефан (Матакулияс), Иерисский Павел, Мантинейский Феоклит, Патронский Никодим и Агиолидский Хризостом.
В 2003 году по состоянию здоровья написал прошение об увольнении на покой. 4 февраля 2003 года, решением Священного Синода, отставка была принята. Проживал на покое в монастыре Вознесения Господня.
Скончался 31 июля 2003 года.